# International Life Saving Federation
L'International Lifes Saving Federation (ILS) è l'organizzazione mondiale per la sicurezza in acqua.
L'ILS nacque nel 1993 dall'unione tra la FIS (Federation Internationale de Sauvetage Aquatique) e la WLS (
World Life Saving), le due precedenti federazioni che si occupavano della sicurezza in acqua. La federazione, oltre a cercare di migliorare in tutto il mondo la sicurezza nell'ambiente acquatico, si occupa anche dell'organizzazione di gare che simulano salvataggi in acqua. Ha sede a Lovanio, in Belgio.